# Кенгуру Джекпот
Кенгуру Джекпот — комедія 2003 року.

## Сюжет
Двох вірних друзів заставляють перевезти бандитські гроші в Австралію. Але всі пригоди починаються, коли один з них одягає на кенгуру червону куртку, щоб сфотографуватися. Коли кенгуру вислизає з їх рук, вони розуміють, що гроші, які їм потрібно було перевезти, знаходились саме в цій куртці. Відповідно, щоб зберегти свої життя вони вимушені кидатися слідом за „злодієм”.

## В ролях
| Актор            | Роль                    |
| ---------------- | ----------------------- |
| Джеррі О'Коннелл | Чарлі Карбоне           |
| Ентоні Андерсон  | Луї Букер               |
| Естелла Воррен   | Джессі                  |
| Майкл Шеннон     | Фрэнкі Ломбардо         |
| Крістофер Вокен  | Сальваторе «Сел» Маджіо |
| Даян Кеннон      | Анна Карбоне            |
| Мартон Чокаш     | містер Сміт             |

## Критика
Фільм зібрав у прокаті загалом $88,929,111, але був повсюдно розкритикований оглядачами, які розкритикували гру, режисуру, сценарій, гумор, насильство та інсинуацію щодо сім'ї. На Rotten Tomatoes він отримав оцінку 8 % на основі 114 відгуків від критиків і 29 % від більш ніж 50 000 глядачів.